# Gaby Canizales
Gaby Canizales (* 1. Mai 1960 in Brooklyn, USA) ist ein ehemaliger US-amerikanischer Boxer im Bantamgewicht.

## Profikarriere
Im Jahre 1979 begann er erfolgreich seine Profikarriere. Am 10. März 1986 boxte er gegen Richie Sandoval um den Weltmeistertitel des Verbandes WBA und siegte durch technischen K. o. in Runde 7. Diesen Titel verlor allerdings bereits in seiner ersten Titelverteidigung im Juni desselben Jahres an Bernardo Piñango nach Punkten.
Am 12. März 1991 errang er den WBO Weltmeistergürtel, als er Miguel Lora in der 2. Runde k. o. schlug. Auch diesen Gürtel verlor er bereits in seiner ersten Titelverteidigung Ende Juni desselben Jahres an Duke McKenzie nach Punkten 
Im Jahre 1991 beendete er seine Karriere.